# Galeria Nacional d'Art Modern i Contemporani
La Galeria Nacional d'Art Modern i Contemporani (en italià: Galleria Nazionale d'Arte Moderna e Contemporanea) o GNAM és un museu nacional italià ubicat en la Villa Borghese a Roma i va obrir les portes el 1883. Aquest és l'únic museu nacional italià dedicat principalment a les obres d'art modern des de 1883 fins a 1970 i en menor mida a l'art contemporani.

## Història
La Galeria Nacional va ser fundada el 1883 poc després de la integració de Roma al Regne d'Itàlia, en aquest moment té com primera seu el Palazzo delle Esposizioni en Via Nazionale.
Ja que l'edifici del Palazzo delle Esposizioni s'havia quedat insuficient per l'exhibició d'obres adquirides o rebudes en donació fins aleshores, es va aprofitar el 1911, amb motiu de l'Exposició Internacional de Roma, per decidir el govern construir un nou museu en la Villa Borghese amb el projecte de l'arquitecte Cesare Bazzani. Per aquest mateix arquitecte va tenir lloc una ampliació el 1933 que va duplicar l'espai de la Galeria Nacional. El 1912, el museu obre les seves sales als artistes del segle xx.
Durant el període feixista la Galeria va realitzar moltes adquisicions gràcies a la institució de les Exposicions Quadriennals el 1931. Aquest mateix any entren a formar part de la Galeria les escultures de Medardo Rosso i l'any següent la col·lecció de Filippo De Pisis el 1940.

### Altres seus
- Museu Hendrik Christian Andersen.[2]
- Museu Manzù.[3]
- Museu Boncompagni Ludovisi.[4]
- Museu Mario Praz.[5]
- El gener del 2000, es construeix el MAXXI - Museu nacional de les arts del segle XXI al districte de Flaminio, projecte realitzat per l'arquitecte anglo-iraquià Zaha Hadid.[6] Es tracta de la continuació natural de la Galeria Nacional d'Art Modern i Contemporani. Va ser inaugurat oficialment el 28 de maig de 2010.[7]

## Col·leccions i exposicions

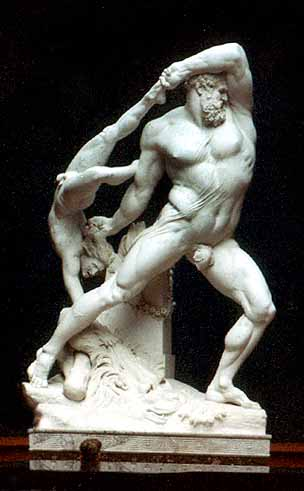
Hèrcules i Licas d'Antonio Canova.

Les col·leccions de la Galeria Nacional consisteixen principalment d'obres d'artistes italians de la segona meitat del segle xix i del segle xx. Les 55 sales del museu mostren un total de 1.100 obres. Entre els artistes italians es troben: Giacomo Balla, Umberto Boccioni, Giorgio de Chirico, Giovanni Fattori, Renato Guttuso, Amedeo Modigliani, Giorgio Morandi, Giacomo Manzù, Giuseppe De Nittis, Alberto Burri, Antonio Canova o Lucio Fontana. Les col·leccions del museu inclouen obres d'artistes estrangers com: Alexander Calder, Paul Cézanne, Gustave Courbet, Marcel Duchamp, Alberto Giacometti, Georges Braque, Edgar Degas, Wassily Kandinsky, Piet Mondrian, Claude Monet, Jackson Pollock, Auguste Rodin, Vincent van Gogh o Yves Klein
La galeria també presenta exposicions temporals, principalment centrades sobre artistes italians, però regularment també per a artistes de l'escena internacional.